# Jan Duursema
Jan Duursema   (Estats Units d'Amèrica, 27 d'octubre de 1954) és una dibuixant de còmics estatunidenca coneguda per ser autora de gran part dels còmics de la saga Star Wars publicats per l'editorial Dark Horse.
Va formar-se a l'escola d'art Kubert i va publicar la seva primera obra l'any 1979 a la revista Heavy Metal. Durant la dècada dels 80 va treballar en algunes obres de l'editorial DC, com ara Sgt. Rock, Dungeons and Dragons, Arion, Lord of Atlantis i The Warlord. En la dècada dels 90 va treballar per First Comics i Marvel, sobretot en la saga X-Men.
Tanmateix, la saga en què ha publicat més obres és la de Star Wars per encàrrec de l'editorial Dark Horse des de l'any 1985 fins a l'actualitat. Algunes de les obres les ha realitzat conjuntament amb el dibuixant John Ostrander i d'altres amb Tom Mandrake, el seu marit. És la co-creadora d'alguns dels personatges més populars, com ara Denin, Vila, Aayla Secura, Quinlan Vos, Cade Skywalker o Darth Talon. Alhora, el personatge Ur-Sema Du està basat en l'autora. Ha treballat en el projecte Hexer Dusk al costat de John Ostrander.
A part de treballar en el món del còmic també va participar en una campanya publicitària de Nike amb la dibuixant Amanda Conner l'any 2011.
Va rebre el premi Russ Manning Outstanding Newcomer l'any 1983.

## Vida personal
Duursema està casada amb un altre dibuixant de còmics Tom Mandrake, a qui va conèixer mentre tots dos eren estudiants a The Kubert School. El seu casament es va celebrar al recinte de l'escola. La parella té dos fills: Jack Moses Mandrake i Sian Mandrake, que també és un il·lustrador de còmics format a la Kubert School.

## Obra seleccionada
- Marvel Star Wars. 1985, 2019
- Handbook 3: Dark Empire. 2000
- Star Wars: Chewbacca. 2000
- Star Wars: Darth Maul. 2000
- Star Wars Tales. 2000 - 2002
- Star Wars: Republic. 2000 - 2006
- Heart of Fire. 2001
- Attack of the Clones. 2002
- Elusion Illusion. 2003
- Star Wars: Jedi. 2003
- Legacy. 2006 - 2010
- Legacy War. 2010 - 2011
- Star Wars: Dawn of the Jedi. 2012
- Star Wars: Dawn of the Jedi. 2012 - 2014